# 锡尼
锡尼（義大利語：Sini），是意大利撒丁大区奥里斯塔诺省的一个市镇。总面积8.73平方公里，人口529人，人口密度60.6人/平方公里（2009年）。ISTAT代码为095060。